# Seznam katolických novin a časopisů ve Spojených státech amerických
Tento článek je seznamem katolických novin a časopisů ve Spojených státech amerických.
V případě výčtu četnosti bude terminologie následující
- Dvouměsíčník: každé dva měsíce, nikoliv dvakrát měsíčně
- Čtrnáctideník: každé dva týdny, nikoliv dva týdně

## Podle státu a diecéze nebo eparchie
Následující seznam obsahuje oficiální noviny, zpravodaje, časopisy nebo jiné publikace diecézí ve Spojených státech, seřazené abecedně podle států a následně podle diecézí:
| Stát                      | Diecéze                    | Noviny / časopis                                | Náklad  | Frekvence                              | Rok založení                             |
| ------------------------- | -------------------------- | ----------------------------------------------- | ------- | -------------------------------------- | ---------------------------------------- |
| Aljaška                   | Anchorage                  | Catholic Anchor                                 | 11 000  | Měsíčník                               | 1999                                     |
| Aljaška                   | Fairbanks                  | The Alaskan Shepherd                            |         | Čtrnáctideník                          | 1963                                     |
| Aljaška                   | Juneau                     | The Southeast Alaska Catholic                   |         | Měsíčník                               | 2010                                     |
| Alabama                   | Birmingham                 | One Voice                                       | 20 000  | Týdeník                                | 1969                                     |
| Alabama                   | Mobile                     | The Catholic Week                               |         | Týdeník                                | 1935                                     |
| Arkansas                  | Little Rock                | Arkansas Catholic                               | 7 000   | Týdeník                                | 1911                                     |
| Arizona                   | Gallup                     | Voice of the Southwest                          |         | Čtvrtletník                            | 1961                                     |
| Arizona                   | Phoenix                    | The Catholic Sun                                | 115 000 | Týdeník                                | 1985                                     |
| Arizona                   | Tucson                     | Catholic Outlook                                |         |                                        |                                          |
| Kalifornie                | Fresno                     | The Grapevine                                   |         | Měsíčník                               | 2007                                     |
| Kalifornie                | Los Angeles                | Angelus Magazine (dříve Zvěstování )            |         | Týdeník                                | 1895                                     |
| Kalifornie                | Oakland                    | The Catholic Voice                              |         | Čtrnáctideník                          | 1962                                     |
| Kalifornie                | Orange                     | Orange County Catholic                          |         | Týdeník                                |                                          |
| Kalifornie                | Sacramento                 | Catholic Herald                                 |         | Měsíčník                               |                                          |
| Kalifornie                | San Bernardino             | Inland Catholic Byte                            |         |                                        |                                          |
| Kalifornie                | San Diego                  | The Southern Cross                              |         | Měsíčník                               | 1912                                     |
| Kalifornie                | San Francisco              | Catholic San Francisco                          | 62 000  | 26 ročně                               | 1999                                     |
| Kalifornie                | San Francisco              | San Francisco Católico                          |         | 20 ročně                               | 2012                                     |
| Kalifornie                | San Jose                   | The Valley Catholic                             |         | Quarterly                              | 1982                                     |
| Colorado                  | Colorado Springs           | The Colorado Catholic Herald                    |         | Čtrnáctideník                          | 1979                                     |
| Colorado                  | Denver                     | Denver Catholic                                 |         | Čtrnáctideník                          | 1900                                     |
| Connecticut               | Bridgeport                 | Fairfield County Catholic                       |         | Měsíčník                               |                                          |
| Connecticut               | Hartford                   | The Catholic Transcript                         | 80 000  | Měsíčník                               | 1898                                     |
| Connecticut               | Norwich                    | Four County Catholic                            |         | Měsíčník                               | 1989                                     |
| Delaware                  | Wilmington                 | The Dialog                                      |         | Čtrnáctideník                          |                                          |
| Florida                   | Miami                      | Florida Catholic                                | 140 000 | Měsíčník                               | 1939                                     |
| Florida                   | Orlando                    | Florida Catholic                                | 140 000 | Dvoutýdenník                           | 1939                                     |
| Florida                   | Palm Beach                 | Florida Catholic                                | 140 000 | Dvoutýdenník                           | 1939                                     |
| Florida                   | Pensacola-Tallahassee      | The Catholic Compass                            |         | Dvouměsíčník                           |                                          |
| Florida                   | St. Augustine              | St. Augustine Catholic                          |         | Dvouměsíčník                           | 1991                                     |
| Florida                   | Petersburg                 | Living Eucharist                                |         |                                        |                                          |
| Florida                   | Venice na Floridě          | Florida Catholic                                | 140 000 | Čtrnáctideník                          | 1939                                     |
| Georgia                   | Atlanta                    | The Georgia Bulletin                            |         | Čtrnáctideník                          |                                          |
| Georgia                   | Savannah                   | Southern Cross                                  |         | Čtrnáctideník                          |                                          |
| Havaj                     | Honolulu                   | Hawaii Catholic Herald                          | 15 400  | Měsíčník                               | 1947                                     |
| Iowa                      | Davenport                  | The Catholic Messenger                          |         | Týdeník                                | 1883                                     |
| Iowa                      | Des Moines                 | The Catholic Mirror                             |         | Měsíčník                               | 1966                                     |
| Iowa                      | Dubuque                    | The Witness                                     |         | Týdeník                                | 1920                                     |
| Iowa                      | Sioux City                 | The Catholic Globe                              |         | Čtrnáctideník                          |                                          |
| Idaho                     | Boise                      | Idaho Catholic Register                         | 16 000  | Čtrnáctideník                          | 1958                                     |
| Illinois                  | Belleville                 | The Messenger                                   |         | Čtrnáctideník                          |                                          |
| Illinois                  | Chicago                    | Catholic New World                              |         | Čtrnáctideník                          |                                          |
| Illinois                  | Chicago                    | Catolico                                        |         | Měsíčník                               | 1985                                     |
| Illinois                  | Joliet                     | Christ is Our Hope                              |         | Měsíčník                               | 2008                                     |
| Illinois                  | Peoria                     | The Catholic Post                               |         | Týdeník                                | 1934                                     |
| Illinois                  | Rockford                   | The Observer                                    |         | Týdeník                                | 1935 El Observador www.ElObservador.info |
| Illinois                  | Springfield                | Catholic Times                                  |         |                                        |                                          |
| Indiana                   | Evansville                 | The Message                                     |         | Týdeník                                | 1970                                     |
| Indiana                   | Fort Wayne-South Bend      | Today's Catholic News                           |         | Týdeník                                |                                          |
| Indiana                   | Gary                       | Northwest Indiana Catholic                      |         | Týdeník Letní: dvoutýdenník            |                                          |
| Indiana                   | Indianapolis               | The Criterion                                   |         | Týdeník                                |                                          |
| Indiana                   | Lafayette                  | The Catholic Moment                             |         | Týdeník                                | 1945                                     |
| Kansas                    | Dodge City                 | Southwest Kansas Register                       |         | Čtrnáctideník                          | 1965                                     |
| Kansas                    | Kansas City                | The Leaven                                      |         | Týdeník Letní: dvoutýdenník            | 1939                                     |
| Kansas                    | Salina                     | The Register                                    |         | Čtrnáctideník                          |                                          |
| Kansas                    | Wichita                    | Catholic Advance                                |         | Čtrnáctideník                          | 1865                                     |
| Kansas                    | Wichita                    | Avance Católico                                 |         | Čtrnáctideník                          |                                          |
| Kentucky                  | Covington                  | Messenger                                       |         | Týdeník Červen-červenec: dvoutýdenník  | 1926                                     |
| Kentucky                  | Lexington                  | Cross Roads                                     |         | Čtrnáctideník                          |                                          |
| Kentucky                  | Louisville                 | The Record                                      |         | Týdeník                                | 1879                                     |
| Kentucky                  | Owensboro                  | Western Kentucky Catholic                       |         | Měsíčník                               | 1973                                     |
| Louisiana                 | Alexandria                 | Church Today                                    |         | Měsíčník                               | 1970                                     |
| Louisiana                 | Baton Rouge                | The Catholic Commentator                        |         | Čtrnáctideník                          | 1963                                     |
| Louisiana                 | Houma-Thibodaux            | Bayou Catholic                                  |         | Měsíčník                               | 1980                                     |
| Louisiana                 | New Orleans                | Clarion Herald                                  |         | Týdeník                                | 1963                                     |
| Louisiana                 | Shreveport                 | The Catholic Connection                         |         | Týdeník                                | 1963                                     |
| Massachusetts             | Boston                     | The Pilot                                       | 23 000  | Týdeník                                | 1829                                     |
| Massachusetts             | Fall River                 | The Anchor                                      |         | Týdeník                                | 1957                                     |
| Massachusetts             | Newton                     | SOPHIA                                          |         | Čtvrtletník                            |                                          |
| Massachusetts             | Worcester                  | The Catholic Free Press                         |         | Týdeník                                | 1951                                     |
| Maryland / Washington, DC | Baltimore                  | The Catholic Review                             | 50 000  | Čtrnáctideník                          | 1913                                     |
| Maryland / Washington, DC | Washington                 | Catholic Standard                               | 46 000  | Týdeník                                | 1951                                     |
| Maryland / Washington, DC | Washington                 | El Pregonero                                    | 25 000  | Dvoutýdeník                            | 1977                                     |
| Michigan                  | Detroit                    | Detroit Catholic                                |         | Digitální                              | 2018                                     |
| Michigan                  | Gaylord                    | FAITH along Michigan's 45th Parallel            |         | Čtvrtletník                            | 2015                                     |
| Michigan                  | Grand Rapids               | Faith Grand Rapids                              |         | Měsíčník                               | 2007                                     |
| Michigan                  | Kalamazoo                  | The Good News                                   | 18 500  | Měsíčník                               |                                          |
| Michigan                  | Lansing                    | FAITH                                           |         | Měsíčník                               |                                          |
| Michigan                  | Marquette                  | The U.P. Catholic                               |         |                                        | 1946                                     |
| Michigan                  | Saginaw                    | Faith Saginaw                                   |         | Čtvrtletník                            | 2007                                     |
| Minnesota                 | Crookston                  | Naše diecéze Northland                          | 14 000  | Čtrnáctideník                          |                                          |
| Minnesota                 | Duluth                     | The Northern Cross                              |         | Měsíčník                               |                                          |
| Minnesota                 | New Ulm                    | The Prairie Catholic                            |         |                                        |                                          |
| Minnesota                 | Saint Cloud                | The Central Minnesota Catholic                  |         |                                        |                                          |
| Minnesota                 | Saint Paul a Minneapolis   | The Catholic Spirit                             | 90 000  | Týdeník                                | 1911                                     |
| Minnesota                 | Winona-Rochester           | The Courier                                     |         | Měsíčník                               |                                          |
| Missouri                  | Jefferson City             | Catholic Missourian                             |         | Týdeník Letní: dvoutýdenník            |                                          |
| Missouri                  | Kansas City-Saint Joseph   | The Catholic Key                                |         | Čtrnáctideník                          |                                          |
| Missouri                  | Springfield-Cape Girardeau | The Mirror                                      |         | Čtrnáctideník                          | 1965                                     |
| Missouri                  | St. Louis                  | Catholic St. Louis                              |         | Dvouměsíčník                           |                                          |
| Missouri                  | St. Louis                  | St. Louis Review                                |         | Týdeník                                |                                          |
| Mississippi               | Biloxi                     | Gulf Pine Catholic                              |         | Čtrnáctideník                          |                                          |
| Mississippi               | Jackson                    | Mississippi Catholic                            |         | Čtrnáctideník                          | 1954                                     |
| Montana                   | Great Falls-Billings       | The Harvest                                     |         | Dvouměsíčník                           | 1985                                     |
| Severní Karolína          | Charlotte                  | Catholic News Herald                            | 58 000  | Čtrnáctideník                          | 1991                                     |
| Severní Karolína          | Raleigh                    | NC Catholics                                    |         | Měsíčník                               | 2005                                     |
| Severní Dakota            | Bismarck                   | Dakota Catholic Action                          | 23 000  | Měsíčník                               | 1941                                     |
| Severní Dakota            | Fargo                      | New Earth                                       |         | Měsíčník                               | 1979                                     |
| Nebraska                  | Grand Island               | West Nebraska Register                          |         | Čtrnáctideník                          | 1930                                     |
| Nebraska                  | Lincoln                    | Southern Nebraska Register                      |         | Týdeník Letní: dvoutýdenník            | 1932                                     |
| Nebraska                  | Omaha                      | The Catholic Voice                              |         | Čtrnáctideník                          |                                          |
| New Hampshire             | Manchester                 | Parable                                         |         | Měsíčník                               |                                          |
| New Jersey                | Camden                     | Catholic Star Herald                            |         |                                        | 1951                                     |
| New Jersey                | Metuchen                   | The Catholic Spirit                             | 18 000  | Týdeník                                | 1996                                     |
| New Jersey                | Newark                     | The Catholic Advocate                           |         | Měsíčník                               | 1951                                     |
| New Jersey                | Paterson                   | The Beacon                                      |         | Týdeník                                |                                          |
| New Jersey                | Trenton                    | The Monitor                                     | 40 000  | Čtrnáctideník                          |                                          |
| Nové Mexiko               | Gallup                     | Voice of the Southwest                          |         | Čtvrtletník                            | 1961                                     |
| Nové Mexiko               | Las Cruces                 | Agua Viva                                       |         | Dvouměsíčník                           |                                          |
| Nové Mexiko               | Santa Fe                   | People of God                                   |         | Měsíčník Červen-červenec: dvouměsíčník |                                          |
| Nevada                    | Las Vegas                  | Desert Clarion                                  |         | Dvouměsíčník                           |                                          |
| Nevada                    | Reno                       | High Desert Catholic                            |         | Měsíčník                               |                                          |
| New York                  | Albany                     | The Evangelist                                  | 37 000  | Týdeník                                |                                          |
| New York                  | Brooklyn                   | The Tablet                                      | 75 000  | Týdeník                                | 1908                                     |
| New York                  | Buffalo                    | The Catholic Union/The Catholic Union and Times |         | Týdeník                                | 25. dubna 1872                           |
| New York                  | Buffalo                    | Western New York Catholic                       |         | Měsíčník                               |                                          |
| New York                  | New York                   | Catholic New York                               |         | Čtrnáctideník                          | 1981                                     |
| New York                  | Ogdensburg                 | North Country Catholic                          |         | Týdeník                                | 1946                                     |
| New York                  | Rochester                  | Catholic Courier                                | 107 000 | Týdeník                                | 1889                                     |
| New York                  | Rochester                  | El Mensajero Católico                           |         | Měsíčník                               |                                          |
| New York                  | Rockville Centre           | The Long Island Catholic                        |         | Měsíčník                               |                                          |
| New York                  | Syrakusy                   | The Catholic Sun                                | 18 000  | Týdeník letní: dvoutýdenník            | 1892                                     |
| Ohio                      | Cincinnati                 | The Catholic Telegraph                          | 148 000 | Měsíčník                               | 1831                                     |
| Ohio                      | Cleveland                  | Northeast Ohio Catholic                         |         | Dvouměsíčník                           | 2015                                     |
| Ohio                      | Columbus                   | Catholic Times                                  |         | Týdeník                                | 1951                                     |
| Ohio                      | Steubenville               | Steubenville Register                           | 16 000  | Čtrnáctideník                          | 1945                                     |
| Ohio                      | Youngstown                 | The Catholic Exponent                           | 31 000  | Čtrnáctideník                          | 1944                                     |
| Oklahoma                  | Oklahoma City              | Sooner Catholic                                 |         | Čtrnáctideník                          |                                          |
| Oklahoma                  | Tulsa                      | Eastern Oklahoma Catholic                       | 23 000  | Měsíčník                               |                                          |
| Oregon                    | Baker                      | Catholic Sentinel El Centinela                  | 15 000  | Čtrnáctideník                          | 1870                                     |
| Oregon                    | Portland                   | Catholic Sentinel El Centinela                  |         | Čtrnáctideník                          |                                          |
| Pensylvánie               | Allentown                  | The A.D. Times                                  |         | Čtrnáctideník                          |                                          |
| Pensylvánie               | Altoona-Johnstown          | Catholic Register                               |         | Čtrnáctideník                          |                                          |
| Pensylvánie               | Greensburg                 | The Catholic Accent                             | 44 000  | Čtrnáctideník                          | 1961                                     |
| Pensylvánie               | Harrisburg                 | The Catholic Witness                            |         | Čtrnáctideník                          | 1966                                     |
| Pensylvánie               | Filadelfie                 | Catholic Philly                                 | 155 000 | Čtrnáctideník                          | 2013                                     |
| Pensylvánie               | Pittsburgh                 | Pittsburgh Catholic                             | 111 250 | Týdeník                                | 1844                                     |
| Pensylvánie               | Scranton                   | The Catholic Light                              | 50 000  | Třítýdeník                             |                                          |
| Rhode Island              | Providence                 | Rhode Island Catholic                           | 27 000  | Týdeník                                | 1875                                     |
| Rhode Island              | Providence                 | El Católico de Rhode Island                     |         |                                        | 1993                                     |
| Jižní Karolína            | Charleston                 | The Catholic Miscellany                         | 28 000  | Čtrnáctideník                          | 1997                                     |
| Jižní Dakota              | Rapid City                 | West River Catholic                             |         | Měsíčník                               | 1973                                     |
| Jižní Dakota              | Sioux Falls                | The Bishop's Bulletin                           |         | Měsíčník                               |                                          |
| Tennessee                 | Knoxville                  | East Tennessee Catholic                         |         | Měsíčník                               |                                          |
| Tennessee                 | Memphis                    | The West Tennessee Catholic                     |         | Měsíčník                               |                                          |
| Tennessee                 | Memphis                    | Faith West Tennessee                            |         | Měsíčník                               |                                          |
| Tennessee                 | Nashville                  | Tennessee Register                              |         |                                        | 1937                                     |
| Texas                     | Amarillo                   | The West Texas Catholic                         |         | Dvoutýdeník Léto: měsíčník             |                                          |
| Texas                     | Austin                     | Catholic Spirit                                 |         | Měsíčník červenec-srpen: dvouměsíčník  | 1982                                     |
| Texas                     | Beaumont                   | East Texas Catholic                             |         | Dvoutýdeník                            |                                          |
| Texas                     | Corpus Christi             | South Texas Catholic                            | 24 000  | Dvoutýdeník                            | 1966                                     |
| Texas                     | Dallas                     | The Texas Catholic                              |         | Dvoutýdeník                            |                                          |
| Texas                     | Dallas                     | Revista Católica                                |         |                                        |                                          |
| Texas                     | El Paso                    | Rio Grande Catholic                             |         | Měsíčník                               |                                          |
| Texas                     | Fort Worth                 | North Texas Catholic                            |         | Dvouměsíčník                           | 1982                                     |
| Texas                     | Galveston-Houston          | Texas Catholic Herald                           |         |                                        |                                          |
| Texas                     | San Angelo                 | West Texas Angelus                              |         | Měsíčník                               |                                          |
| Texas                     | San Antonio                | Today's Catholic Newspaper                      | 15 000  | Dvoutýdeník                            | 1892                                     |
| Texas                     | Tyler                      | Catholic East Texas                             |         | Měsíčník                               | 1987                                     |
| Texas                     | Victoria                   | The Catholic Lighthouse                         |         | Měsíčník                               | 1987                                     |
| Utah                      | Salt Lake City             | Intermountain Catholic                          |         |                                        |                                          |
| Virginie                  | Arlington                  | Arlington Catholic Herald                       | 70 000  | Týdeník                                |                                          |
| Virginie                  | Richmond                   | The Catholic Virginian                          | 73 000  | Dvoutýdeník                            |                                          |
| Vermont                   | Burlington                 | Vermont Catholic                                |         | Měsíčník                               | 2010                                     |
| Washington                | Seattle                    | Northwest Catholic                              | 123 000 | Měsíčník                               | 2013                                     |
| Washington                | Spokane                    | Inland Register                                 |         |                                        |                                          |
| Wisconsin                 | Green Bay                  | The Compass                                     | 18 000  | Týdeník letní: dvoutýdenní             |                                          |
| Wisconsin                 | La Crosse                  | Catholic Life                                   |         | Měsíčník                               | 2015                                     |
| Wisconsin                 | Madison                    | Madison Catholic Herald                         |         |                                        |                                          |
| Wisconsin                 | Milwaukee                  | The Catholic Herald                             |         |                                        |                                          |
| Wisconsin                 | Superior                   | The Superior Catholic Herald                    | 12 000  | Dvoutýdenník                           | 1953                                     |
| Západní Virginie          | Wheeling-Charleston        | The Catholic Spirit                             |         | Dvoutýdeník                            |                                          |
| Wyoming                   | Cheyenne                   | Wyoming Catholic Register                       |         |                                        |                                          |

## Jiné než diecézní noviny a časopisy
| Noviny / časopis              | Náklad  | Frekvence   | Rok založení |
| ----------------------------- | ------- | ----------- | ------------ |
| America                       | 45 000  | Týdeník     | 1909         |
| St. Anthony Messenger         | 65 000  | Měsíčník    | 1893         |
| Black Catholic Messenger      |         | Denně       | 2020         |
| Catholic Answers Magazine     |         | Měsíčník    |              |
| Catholic Digest               | 300 000 | Měsíčník    | 1936         |
| Catholic Family News          |         | Měsíčník    | 1993         |
| The Catholic Worker           | 25 000  | 7x ročně    | 1933         |
| Commonweal                    | 20 000  | Měsíčník    | 1924         |
| Crux                          |         | Týdeník     | 2014         |
| Homiletic and Pastoral Review |         | Dvoutýdeník | 1900         |
| National Catholic Register    | 39 000  | Dvoutýdeník | 1927         |
| National Catholic Reporter    | 35 000  | Dvoutýdeník | 1964         |
| Our Sunday Visitor            | 45 000  | Týdeník     | 1912         |
| The Remnant                   |         | Týdeník     | 1968         |
| U.S. Catholic                 |         | Měsíčník    | 1936         |
| The Wanderer                  |         | Týdeník     | 1867         |
| The Word Among Us             | 430 000 | Měsíčník    | 1981         |